# Wildhoney
Wildhoney è un album della band svedese gothic metal/death metal Tiamat pubblicato nel 1994.

## Tracce
1. Wildhoney – 0:52
2. Whatever That Hurts – 5:47
3. The Ar – 5:03
4. 25th Floor – 1:49
5. Gaia – 6:26
6. Visionaire – 4:19
7. Kaleidoscope – 1:19
8. Do You Dream of Me? – 5:07
9. Planets – 3:11
10. A Pocket Size Sun – 8:03

## Formazione
- Johan Edlund - voce, chitarra
- Johnny Hagel - basso
- Lars Sköld	- batteria
- Magnus Sahlgren - chitarra solista
- Waldemar Sorychta - tastiere
- Birgit Zacher - voce addizionale